# Grande Prêmio da França de 1971
Resultados do Grande Prêmio da França de Fórmula 1 realizado em Paul Ricard em 4 de julho de 1971. Quinta etapa do campeonato, nele a Tyrrell-Ford conquistou sua primeira dobradinha graças à vitória do britânico Jackie Stewart e ao segundo lugar do francês François Cevert.

## Classificação da prova
| Pos. | Nº | Piloto               | Construtor       | Voltas | Tempo/Diferença      | Grid | Pontos |
| ---- | -- | -------------------- | ---------------- | ------ | -------------------- | ---- | ------ |
| 1    | 11 | Jackie Stewart       | Tyrrell-Ford     | 55     | 1:46:42.3            | 1    | 9      |
| 2    | 12 | François Cevert      | Tyrrell-Ford     | 55     | + 28.12              | 7    | 6      |
| 3    | 1  | Emerson Fittipaldi   | Lotus-Ford       | 55     | + 34.07              | 17   | 4      |
| 4    | 14 | Jo Siffert           | BRM              | 55     | + 37.17              | 6    | 3      |
| 5    | 20 | Chris Amon           | Matra            | 55     | + 41.08              | 9    | 2      |
| 6    | 2  | Reine Wisell         | Lotus-Ford       | 55     | + 1:16.02            | 15   | 1      |
| 7    | 21 | Jean-Pierre Beltoise | Matra            | 55     | + 1:16.93            | 8    |        |
| 8    | 22 | John Surtees         | Surtees-Ford     | 55     | + 1:24.91            | 13   |        |
| 9    | 10 | Peter Gethin         | McLaren-Ford     | 54     | + 1 volta            | 19   |        |
| 10   | 16 | Howden Ganley        | BRM              | 54     | + 1 volta            | 16   |        |
| 11   | 24 | Rolf Stommelen       | Surtees-Ford     | 53     | + 2 voltas           | 10   |        |
| 12   | 8  | Tim Schenken         | Brabham-Ford     | 50     | Pressão do óleo      | 14   |        |
| 13   | 34 | François Mazet       | March-Ford       | 50     | + 5 voltas           | 23   |        |
| NC   | 28 | Max Jean             | March-Ford       | 46     | + 9 voltas           | 22   |        |
| Ret  | 27 | Henri Pescarolo      | March-Ford       | 45     | Câmbio               | 18   |        |
| Ret  | 7  | Graham Hill          | Brabham-Ford     | 34     | Tubo de óleo         | 4    |        |
| Ret  | 19 | Andrea de Adamich    | March-Alfa Romeo | 31     | Motor                | 20   |        |
| Ret  | 15 | Pedro Rodríguez      | BRM              | 27     | Ignição              | 5    |        |
| Ret  | 5  | Clay Regazzoni       | Ferrari          | 20     | Acidente             | 2    |        |
| Ret  | 17 | Ronnie Peterson      | March-Alfa Romeo | 19     | Motor                | 12   |        |
| Ret  | 9  | Denny Hulme          | McLaren-Ford     | 16     | Ignição              | 11   |        |
| Ret  | 4  | Jacky Ickx           | Ferrari          | 4      | Motor                | 3    |        |
| Ret  | 18 | Alex Soler-Roig      | March-Ford       | 4      | Bomba de combustível | 21   |        |
| DNS  | 33 | Nanni Galli          | March-Ford       |        | Motor                |      |        |

## Tabela do campeonato após a corrida
|  | Pos. | Piloto          | Pontos |
|  | ---- | --------------- | ------ |
|  | 1    | Jackie Stewart  | 33     |
|  | 2    | Jacky Ickx      | 19     |
|  | 3    | Mario Andretti  | 9      |
|  | 4    | Pedro Rodríguez | 9      |
|  | 5    | Ronnie Peterson | 9      |

|   | Pos. | Construtor   | Pontos |
| - | ---- | ------------ | ------ |
| 1 | 1    | Tyrrell-Ford | 33     |
| 1 | 2    | Ferrari      | 28     |
|   | 3    | BRM          | 12     |
|   | 4    | March-Ford   | 9      |
| 2 | 5    | Lotus-Ford   | 9      |

- Nota: Somente as primeiras cinco posições estão listadas. Em 1971 os pilotos computariam cinco resultados nas seis primeiras corridas do ano e quatro nas últimas cinco. Neste ponto esclarecemos: na tabela dos construtores figurava somente o melhor colocado dentre os carros de um time.